# Ахмет Їлдирим (футболіст)
Ахмет Їлдирим (тур. Ahmet Yıldırım, нар. 25 лютого 1974, Амасья) — турецький футболіст, що грав на позиції захисника.
Виступав, зокрема, за клуб «Бешикташ», а також національну збірну Туреччини.
Дворазовий чемпіон Туреччини. Володар Кубка УЄФА. Володар Суперкубка УЄФА.

## Клубна кар'єра
У дорослому футболі дебютував 1991 року виступами за команду клубу «Ізмірспор», в якій провів два сезони, взявши участь у 37 матчах чемпіонату. 
Згодом з 1993 по 2001 рік грав у складі команд клубів «Самсунспор», «Анкарагюджю», «Істанбулспор» та «Галатасарай». Протягом цих років виборов титул володаря Кубка УЄФА, ставав володарем Суперкубка УЄФА.
Своєю грою за останню команду привернув увагу представників тренерського штабу клубу «Бешикташ», до складу якого приєднався 2001 року. Відіграв за стамбульську команду наступні чотири сезони своєї ігрової кар'єри. Більшість часу, проведеного у складі «Бешикташа», був основним гравцем захисту команди.
Протягом 2005—2007 років захищав кольори клубів «Анкараспор», «Шекерспор» та «Малатьяспор».
Завершив професійну ігрову кар'єру у клубі «Аданаспор», за команду якого виступав протягом 2008—2009 років.

## Виступи за збірну
У 2003 році дебютував в офіційних матчах у складі національної збірної Туреччини. Протягом кар'єри у національній команді, яка тривала усього 1 рік, провів у формі головної команди країни 4 матчі.
У складі збірної був учасником розіграшу Кубка конфедерацій 2003 року у Франції.

## Титули і досягнення
- Чемпіон Туреччини (2):

«Галатасарай»: 1999—2000
«Бешікташ»: 2002—2003
- Володар Кубка Туреччини (1):

«Галатасарай»: 1999—2000
- Володар Кубка УЄФА (1):

«Галатасарай»: 1999—2000
- Володар Суперкубка УЄФА (1):

«Галатасарай»: 2000